# Catagramma militaris
Catagramma militaris är en fjärilsart som beskrevs av Otto Staudinger 1886. Catagramma militaris ingår i släktet Catagramma och familjen praktfjärilar. Inga underarter finns listade i Catalogue of Life.